# أوتا
أوتا، (بالإنجليزية: Uta)، (سردينيا: Uda)، هي بلدية في مقاطعة كالياري الحضرية، في مدينة كالياري متروبوليتان في إقليم سردينيا الإيطالي، وتقع على بعد حوالي 15 كم (9 ميل) شمال غرب كالياري. عامل الجذب الرئيسي هو كنيسة سانتا ماريا الرومانية. كما وجدت أيضًا بعض البرونزات النوراقية في عام 1849. وفقًا لتعداد عام 2015، بلغ عدد سكانها 8392 نسمة.

## السكان
في سنة 1861 بلغ عدد السكان 1٬723 نسمة، وتطور العدد ليصل في سنة 2011 لـ 7٬859 نسمة.
يظهر هذا المخطط البياني تطور النمو السكاني لـ أوتا